# Bantaran
Bantaran is een bestuurslaag in het regentschap Probolinggo van de provincie Oost-Java, Indonesië. Bantaran telt 3963 inwoners (volkstelling 2010).